# شمشاد إكماني
شمشاد إكماني (الاسم العلمي:Buxus ekmanii) هو نوع من النباتات يتبع جنس الشمشاد من الفصيلة الشمشادية.